# D'Huison-Longueville
D'Huison-Longueville  [d̪yisɔ̃ lɔ̃ɡǝvil] je francouzská obec v departementu Essonne v regionu Île-de-France. V obci se nachází kostel svatého Petra.

## Poloha
Obec D'Huison-Longueville se nachází asi 44 km jižně od Paříže. Obklopují ji obce Cerny na severu, La Ferté-Alais na severovýchodě, Guigneville-sur-Essonne na východě, Vayres-sur-Essonne na jihovýchodě, Bouville na jihu, Orveau na jihozápadě, Boissy-le-Cutté na západě a severozápadě.

## Vývoj počtu obyvatel
Počet obyvatel